# Shosanbetsu
Shosanbetsu (初山別村?, Shosanbetsu-mura) è un villaggio giapponese della prefettura di Hokkaidō.